# كونغرس توكومان
كونغرس توكومان هو الجمعية التمثيلية، التي اجتمعت في البداية في سان ميغيل دي توكومان، والتي أعلنت استقلال المقاطعات المتحدة لأمريكا الجنوبية (الأرجنتين، أوروغواي، جزء من بوليفيا) في 9 يوليو 1816، عن الإمبراطورية الإسبانية.

## نظرة عامة

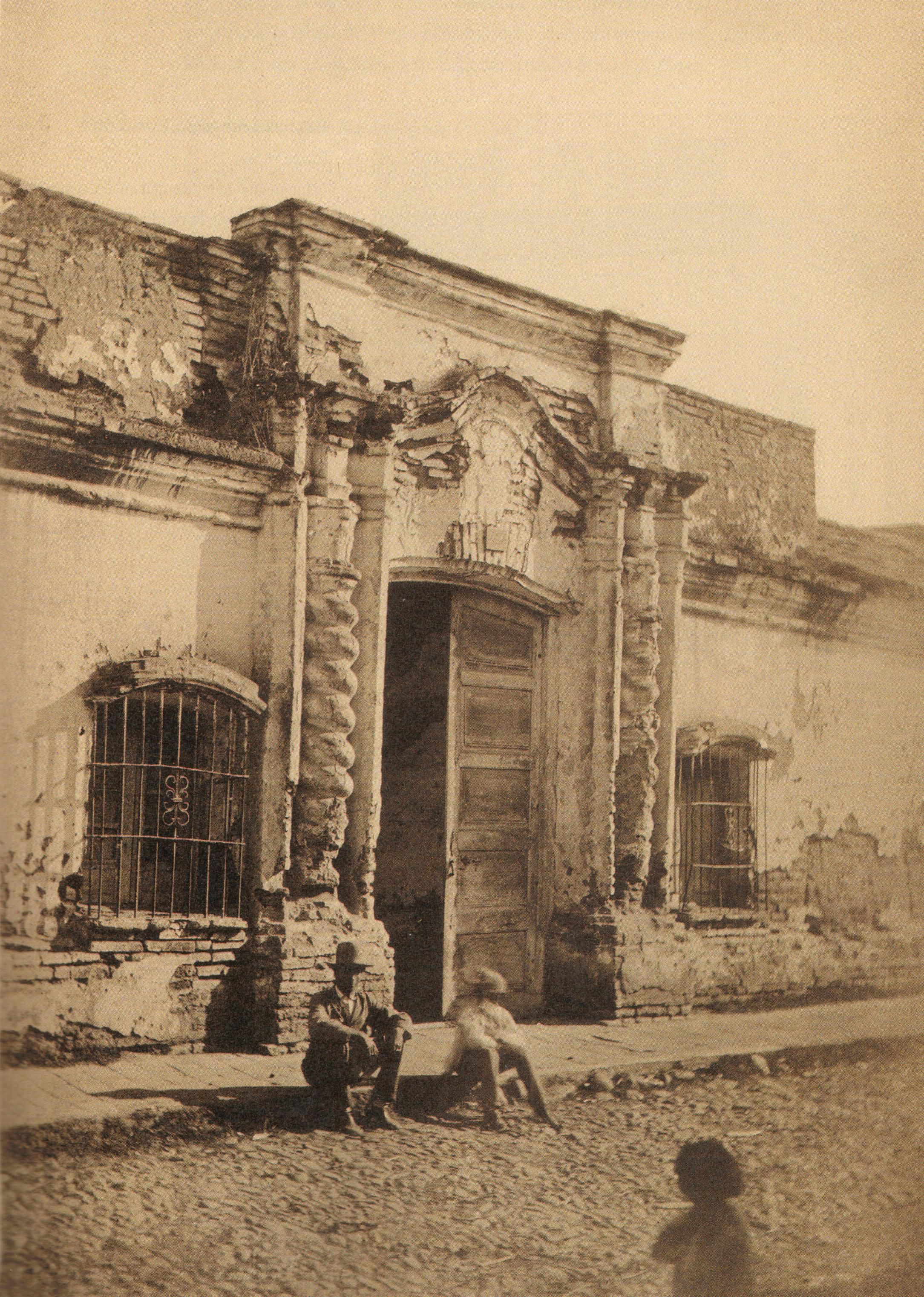
موقع مؤتمر توكومان. تم ترميمه في عام 1941، وتم تحويله إلى نصب تذكاري وطني.

بعد ثورة مايو عام 1810، تم استبدال نائب الملك بالجمعية الأولى. كانت المقاطعات تتجه نحو الاستقلال الكامل، لكن القوات الملكية من نائبية بيرو كانت لها اليد العليا في أعالي بيرو وكانت تهدد الثورة.
في 15 أبريل 1815، أنهت ثورة ولاية كارلوس ماريا دي ألفير ودعت لمؤتمر عام. تم إرسال نواب مندوبين، يمثل كل منهم 15,000 نسمة، من جميع المحافظات إلى الجلسات التي بدأت في 24 مارس 1816.
ومع ذلك، فإن بعض المناطق التي كانت في السابق مملوكة لنائب الملك على نهر بليت لم تشارك في الكونغرس: رُفض المندوبون من الضفة الشرقية (أوروغواي) ومقاطعات ليجا الفيدرالية الأخرى، المخلصين للمشروع الفيدرالي الديمقراطي لخوسيه جيرفاسيو أرتيغاس بسبب شكليات؛ أعلنت باراغواي بالفعل استقلالها عن إسبانيا وظلت معزولة عن سياسات المقاطعات المتحدة. غير أن ممثلين من مقاطعات بيرو العليا (بوليفيا الحالية) كانوا حاضرين.
تم افتتاح المؤتمر في منزل فرانسيسكا بازان دي لاغونا، المؤلف من 33 نائبًا، وتم تداول رئاسته شهريًا. لأن المؤتمر كان لديه الحرية في اختيار جدول الأعمال، كانت هناك مناقشات لا تنتهي. في 9 يوليو، تم الأعلان عن استقلال المقاطعات المتحدة لأمريكا الجنوبية، وهو الاسم الذي كان يهدف إلى استئناف ودمج مناطق أمريكية إسبانية مستقلة أخرى لم تكن ممثلة في الكونغرس.
في ذلك الوقت، كان رئيس الكونغرس هو فرانسيسكو نارسيسو دي لابريدا، مندوب عن مقاطعة سان خوان. ركزت المناقشات اللاحقة على شكل الحكومة التي يجب أن تكون للدولة الفتية، وشكل السلطة التنفيذية.
واصل الكونغرس أعماله في بوينس آيرس منذ 1817 وأصدر الدستور في عام 1819، ولكن تم رفض الدستور وتم حل الكونجرس في عام 1820 بعد أن هزمت مقاطعات الاتحاد الفيدرالي مقاطعات سانتا في وانتري ريوس جيشا لإدارة المقاطعات في معركة سيبيدا، والتي نظمت الموحدين (ضد المركزية) مقابل الفيدراليين في ساحة المعركة.
ولكن تم رفض الدستور وحل الكونجرس في عام 1820 بعد أن هزمت مقاطعات الاتحاد الفيدرالي في سانتا في وإنتري ريوس جيشًا متقلصًا من الإدارة في معركة سيبيدا ، والتي نظمت الموحدين (ضد المركزية) مقابل الصراع الفيدرالي في ساحة المعركة.
أعيد بناء المنزل الذي صدر فيه الإعلان وهو الآن متحف ونصب تذكاري. يُعرف باسم «بيت توكومان».

## الموقعون على الإعلان
- فرانسيسكو نارسيسو دي لابريدا، نائب من سان خوان، الرئيس
- ماريانو بويدو، نائب من سالتا، نائب الرئيس
- خوسيه ماريانو سيرانو، نائب من تشاركاس (بوليفيا الحالية)، سكرتير
- خوان خوسيه باسو، نائب من بوينس آيرس، سكرتير
- الدكتور أنطونيو ساينز، نائب من بوينس آيرس
- الدكتور خوسيه داراغويرا، نائب من بوينس آيرس
- الراهب كايتانو خوسيه رودريغيز، نائب من بوينس آيرس
- الدكتور بيدرو ميدرانو، نائب من بوينس آيرس
- الدكتور مانويل أنطونيو أسيفيدو، نائب من كاتاماركا
- الدكتور خوسيه إجناسيو دي غوريتي، نائب من سالتا
- الدكتور خوسيه أندريس باتشيكو دي ميلو، نائب من شيشاس (بوليفيا الحالية)
- الدكتور تيودورو سانشيز دي بوستامانتي، نائب من خوخوي
- إدواردو بيريز بولنس، نائب من قرطبة
- توماس جودوي كروز، نائب من ميندوزا
- الدكتور بيدرو ميغيل أراوز، نائب من توكومان
- الدكتور إستيبان أغوستين غازكون، نائب من بوينس آيرس
- بيدرو فرانسيسكو دي أوريارتي، نائب من سانتياغو ديل إستيرو
- بيدرو ليون جالو، نائب من سانتياغو ديل إستيرو
- بيدرو إجناسيو ريفيرا، نائب من ميزكي (بوليفيا الحالية)
- الدكتور ماريانو سانشيز دي لوريا، نائب من تشاركاس (بوليفيا الحالية)
- الدكتور خوسيه سيفيرو مالابيا، نائب من تشاركاس (بوليفيا الحالية)
- الدكتور بيدرو إجناسيو دي كاسترو باروس، نائب من لاريوخا
- غيرونيمو سالغيرو، نائب من قرطبة
- الدكتور خوسيه كولومبريس، نائب من كاتاماركا
- الدكتور خوسيه إجناسيو ثايمز، نائب من توكومان
- الراهب خوستو دي سانتا ماريا دي أورو، نائب من سان خوان
- خوسيه أنطونيو كابريرا، نائب من قرطبة
- الدكتور خوان أغوستين مازا، نائب من ميندوزا
- توماس مانويل دي أنكورينا، نائب من بوينس آيرس